# 11月22日
11月22日（じゅういちがつにじゅうににち）は、グレゴリオ暦で年始から326日目（閏年では327日目）にあたり、年末まであと39日ある。

## できごと
- 498年 - 第51代ローマ教皇シンマクスが即位。
- 1220年 - フリードリヒ2世が神聖ローマ皇帝に即位。
- 1497年 - ヴァスコ・ダ・ガマが第一次航海で喜望峰に到達。
- 1557年（弘治3年11月2日） - 織田信長が清洲城で弟の織田信行を暗殺する。
- 1641年 - 長期議会: 国王チャールズ1世の悪政を挙げ議会改革を要求する議会の大諫奏（大抗議文）がイングランド議会で可決。
- 1757年 - 七年戦争: ブレスラウの戦いが行われる。
- 1821年 - イギリスでパーマー式モノレールが特許登録される。
- 1830年 - 第2代グレイ伯爵チャールズ・グレイがイギリスの首相に就任。
- 1869年 - ダンバートンで帆船「カティーサーク」の進水式。
- 1908年 - アルバニア語アルファベットの標準化を目的としたマナスティル会議が終了。（アルバニア語アルファベットの日）
- 1928年 - モーリス・ラヴェル作曲の「ボレロ」がパリ・オペラ座で初演[1]。
- 1929年 - 大軌花園ラグビー場の開場式が行われる。
- 1935年 - パンアメリカン航空がマーチン M130（チャイナクリッパー）による初の太平洋横断定期航空便（サンフランシスコ - マニラ）を就航。
- 1943年 - 第二次世界大戦: 日本の戦後処理についてのカイロ会談が行われる。
- 1943年 - 同年11月18日の夜襲に次ぐ2回目のベルリン空襲。ベルリン市街地に2300トンの爆弾が投下され1,000人を超える死者を出し、10万人が家を失った[2]。カイザー・ヴィルヘルム記念教会、クロルオーパーも被害[3]。
- 1943年 - レバノンがフランスから独立[4]。
- 1943年 - 岩手県釜石市で大火。230戸（177棟）が焼失[5]。
- 1946年 - 埼玉県北足立郡蕨町（現蕨市）で「青年祭」が開催。成人式の発祥とされる。
- 1950年 - 第1回日本シリーズが開幕。
- 1955年 - ソビエト連邦初の水素爆弾実験（コード名RDS-37）に成功。
- 1956年 - 第16回夏季オリンピック、メルボルン大会開催。12月8日まで。
- 1958年 - 関西テレビ放送（KTV）開局。
- 1963年 - アメリカ合衆国第35代大統領ジョン・F・ケネディが、アメリカ合衆国テキサス州ダラスで暗殺される（ケネディ大統領暗殺事件）。
- 1963年 - ビートルズ 2枚目のスタジオアルバム｢ウィズ・ザ・ビートルズ｣発売
- 1965年 - ミュージカル『ラ・マンチャの男』がブロードウェイで初演。
- 1967年 - 国際連合安全保障理事会が第三次中東戦争に関する決議242を採択する。
- 1968年 - 日本航空のDC-8が操縦ミスからサンフランシスコ沖に着水、死傷者無し（日本航空サンフランシスコ湾着水事故）。
- 1968年 - ビートルズ10枚目のアルバム『ザ・ビートルズ』が発売。
- 1974年 - 国際連合総会でPLOにオブザーバー資格が与えられる。
- 1974年 - 部落解放同盟系の活動家が兵庫県立八鹿高等学校の教職員の下校を阻止し、13時間にわたり糾弾。教師48名が負傷（八鹿高校事件）。
- 1975年 - 11月20日に死去したフランシスコ・フランコ総統の遺言により、フアン・カルロス1世がスペイン国王に即位。
- 1975年 - 韓国で学園浸透スパイ団事件。徐勝ら18人の留学生が北朝鮮のスパイであるとして国家保安法違反容疑で逮捕される。
- 1978年 - 巨人は前日結んだ江川卓との契約をコミッショナーが却下したことに抗議して、ドラフト会議をボイコットした。
- 1983年 - 静岡県掛川市のレクリエーション施設つま恋でガス爆発、死傷者42人を出す（つま恋ガス爆発事故）。
- 1989年 - NECホームエレクトロニクスがPCエンジンシャトルを発売。
- 1989年 - 岡山県美星町で日本初の「光害防止条例」が公布・施行。
- 1990年 - マーガレット・サッチャー英首相が辞任を表明。
- 1993年 - 将棋棋士の森安秀光九段が自宅で殺害される。（森安九段刺殺事件）
- 1994年 - セガ・エンタープライゼスがセガサターンを発売。
- 1999年 - 文京区幼女殺人事件が起こる。3日後、近所の主婦が殺害したと警察に自首。
- 1999年 - T-33A入間川墜落事故。機体が墜落する際、送電線を切断したが、2名のパイロットは住宅地や学校を避けるために操縦を続けた結果、脱出が遅れ共に殉職した。民間人の死傷者は一人も出なかった。
- 2004年 - 前日の2004年ウクライナ大統領選挙決選投票の結果を受け、ウクライナ各地でデモが発生。オレンジ革命が始まる。
- 2004年 - ジョゼ・マヌエル・ドゥラン・バローゾが欧州委員会委員長に就任。
- 2005年 - アンゲラ・メルケルがドイツ首相に就任。ドイツ初の女性首相。
- 2005年 - 広島小1女児殺害事件が起こる。
- 2007年 - 日本で初めてのミシュランガイド『ミシュランガイド東京2008』が発売される。
- 2014年 - 長野県神城断層地震。マグニチュード6.7の地震が発生し、24名の重軽傷者を出す。住宅被害は12市町村に及び141棟が全半壊、一部損壊は1426棟に上った。しかし、1名の死者も出なかったことから「白馬の奇跡」と呼ばれた[6]。
- 2016年 - 台湾（中華民国）の航空会社・トランスアジア航空が経営難などの理由から運航の終了と会社の解散を決議した[7]。
- 2016年 - M7.4の福島県沖地震が発生[8]。
- 2019年 - 中華人民共和国湖北省武漢市にて、新型コロナウイルスが初めて検出される[9]。

## 誕生日

### 人物
- 1635年 - フランシス=ウィラビイ、博物学者（+ 1972年）
- 1709年 - フランツ・ベンダ、作曲家、ヴァイオリニスト（+ 1786年）
- 1710年 - ヴィルヘルム・フリーデマン・バッハ、作曲家（+ 1784年）
- 1808年 - トーマス・クック、実業家、トーマス・クック・グループ創業者（+ 1892年）
- 1847年（弘化4年10月15日） - 中田直慈、宮内官僚（+ 1902年）
- 1857年 - ジョージ・ギッシング、小説家（+ 1903年）
- 1863年（文久3年10月12日） - 福澤一太郎、教育家（+ 1938年）
- 1865年（慶応元年10月5日） - 福田英子、社会運動家、婦人解放運動家（+ 1927年）
- 1868年 - ジョン・N・ガーナー、政治家、第32代アメリカ合衆国副大統領（+ 1967年）
- 1869年 - 佐藤慶太郎、実業家（+ 1940年）
- 1869年 - アンドレ・ジッド、小説家（+ 1951年）
- 1869年 - 坂田重次郎、外交官（+ 1919年）
- 1890年 - シャルル・ド・ゴール、第五共和政の初代フランス大統領（+ 1970年）
- 1893年 - 谷口雅春、宗教家（+ 1985年）
- 1898年 - ウィリー・ポスト、飛行家（+ 1935年）
- 1899年 - 大蔵貢、実業家、元新東宝・大蔵映画社長（+1978年）
- 1901年 - ホアキン・ロドリーゴ、作曲家（+ 1999年）
- 1902年 - 佐伯孝夫、作詞家（+ 1981年）
- 1902年 - フィリップ・ルクレール、軍人（+ 1947年）
- 1902年 - エマーヌエル・フォイアーマン、チェリスト（+ 1942年）
- 1904年 - 丹羽文雄、小説家（+ 2005年）
- 1904年 - 三村征雄、数学者、東京大学名誉教授（+ 1984年）
- 1904年 - ミゲル・コバルビアス、画家（+ 1957年）
- 1907年 - 赤松照彦、政治家、初代磐田市長（+ 1994年）
- 1909年 - 村井資長、工学者、第10代早稲田大学総長、早稲田奉仕園第6代理事長、恵泉女学園大学初代学長（+ 2006年）
- 1909年 - ミハイル・ミーリ、航空エンジニア（+ 1970年）
- 1911年 - 斎藤英四郎、実業家、第6代経団連会長（+ 2002年）
- 1913年 - ベンジャミン・ブリテン、作曲家（+ 1976年）
- 1914年 - 戸田藤一郎、プロゴルファー（+ 1984年）
- 1916年 - 見川鯛山、医師、作家（+ 2005年）
- 1917年 - アンドリュー・フィールディング・ハクスリー、生理学者（+ 2012年）
- 1917年 - 二宮洋一、サッカー選手、指導者（+ 2000年）
- 1917年 - 武藤英司、俳優（＋ 1999年）
- 1918年 - 三ッ林弥太郎、政治家、元科学技術庁長官（+2003年）
- 1922年 - エイラ・ヒルツネン、彫刻家（+ 2003年）
- 1923年 - 岸朝子、料理評論家（+ 2015年）
- 1923年 - アーサー・ヒラー、映画監督（+ 2016年）
- 1923年 - 川喜多雄二、俳優、歯科医師（+ 2011年）
- 1924年 - 青田昇、元プロ野球選手（+ 1997年）
- 1926年 - 大塚初重、考古学者、明治大学名誉教授（+2022年）
- 1928年 - 大宮悌二、声優（+ 1994年）
- 1929年 - 角南効永、元プロ野球選手
- 1931年 - 神山卓三、声優、俳優（+ 2004年）
- 1932年 - ラヨ・デ・ハリスコ、覆面レスラー（+ 2018年）
- 1932年 - ロバート・ヴォーン、俳優（+ 2016年）
- 1932年 - 巴里夫、漫画家（+ 2016年）
- 1932年 - ラルフ・ペンザ、ジャーナリスト（+ 2007年）
- 1933年 - 石川不二子、歌人（+ 2020年）
- 1935年 - 堀達也、政治家
- 1935年 - リュドミラ・ベルソワ、フィギュアスケート選手（+ 2017年）
- 1936年 - ジョー・ゲインズ、元プロ野球選手（+ 2023年）
- 1936年 - ハンス・ツェンダー、指揮者（+ 2019年）
- 1936年 - 朝ノ海正清、大相撲関取（+ 没年不詳）
- 1937年 - 出井伸之、実業家（+ 2022年）
- 1937年 - ニコライ・カプースチン、作曲家、ピアニスト（+ 2020年）
- 1938年 - 藤原忠彦、政治家、元川上村長、元全国町村会長
- 1940年 - テリー・ギリアム、映画監督
- 1940年 - アンジェイ・ズラウスキー、映画監督（+ 2016年）
- 1941年 - 福田伸光、ピアニスト、福岡教育大学名誉教授
- 1941年 - いではく、作詞家
- 1941年 - 近藤和美、登山家
- 1942年 - 清川雪彦、経済学者、一橋大学名誉教授
- 1943年 - 尾藤イサオ、俳優
- 1943年 - 菅谷昭、医師、政治家、元長野県松本市長、元松本大学学長
- 1944年 - 和崎信哉、実業家
- 1944年 - 大野毅、元サッカー選手、指導者
- 1944年 - 安田伊佐夫、元騎手、元調教師（+ 2009年）
- 1945年 - 涌井雅之、造園家
- 1945年 - 三城晃子、女優、タレント（+ 2011年）
- 1946年 - 倍賞美津子、女優
- 1946年 - オレグ・カガン、ヴァイオリニスト（+ 1990年）
- 1946年 - 三村征雄、数学者、東京大学名誉教授（+ 1984年）
- 1947年 - こうま・すう、漫画家
- 1947年 - 栗生明、建築家、千葉大学名誉教授
- 1948年 - 坂元裕一、政治家
- 1949年 - 海老沢雄一、歌手、ミュージシャン
- 1949年 - 醍醐恒男、元プロ野球選手
- 1950年 - ライマン・ボストック、元プロ野球選手（+ 1978年）
- 1953年 - 中田喜子、女優
- 1953年 - 岡義朗、元プロ野球選手
- 1953年 - 土屋恵三郎、高校野球指導者
- 1953年 - 佐原若子、政治家、歯科医師
- 1954年 - 高橋政男、柔道家
- 1955年 - 田辺鶴英、講談師
- 1955年 - 加藤勝信、政治家、第82代内閣官房長官
- 1955年 ｰ 石原凡、声優（+ 2024年）
- 1956年 - 松居直美、オルガン奏者
- 1957年 - 野崎海太郎、俳優、声優、ナレーター
- 1957年 - 小林敬、実業家
- 1958年 - ジェイミー・リー・カーティス、女優
- 1958年 - 王才軍、バレエダンサー
- 1959年 - タイ・バビロニア、フィギュアスケート選手
- 1959年 - オレグ・ワシリエフ、フィギュアスケート選手
- 1960年 - 伊吹謙太朗、俳優
- 1960年 - 加藤ひさし、ミュージシャン（THE COLLECTORS）
- 1960年 - 吉野美津子、元バレーボール選手
- 1961年 - 土屋和久、実業家、有限会社山喜社長
- 1961年 - 王銘琬、囲碁棋士
- 1961年 - 水分貴雅、アナウンサー
- 1961年 - 金敷一美、元プロ野球選手
- 1961年 - スティーヴン・ハフ、ピアニスト、作曲家、作家
- 1962年 - 冴場都夢、俳優、リポーター
- 1962年 - 宮田早苗、女優
- 1962年 - 柊あおい、漫画家
- 1962年 - 塚原洋一、漫画家
- 1962年 - 山崎誠、政治家
- 1963年 - 相沢恵子[10]、声優
- 1964年 - 清水雅広、レーシングライダー
- 1965年 - 五彩きょうこ、漫画家
- 1965年 - 今井靖彦、俳優
- 1965年 - マッツ・ミケルセン、俳優、体操選手、ダンサー
- 1966年 - 絲山秋子、小説家
- 1967年 - マーク・ラファロ、俳優
- 1967年 - 石垣純哉、メカニックデザイナー
- 1967年 - ボリス・ベッカー、元テニス選手
- 1967年 - 金子寛治、元バスケットボール選手、指導者
- 1968年 - 中谷智司、政治家
- 1968年 - 西村斉、政治活動家
- 1968年 - イリーナ・プリワロワ、陸上競技選手
- 1969年 - 菊池隆志、俳優
- 1969年 - 三橋貴明、中小企業診断士、経済評論家、経世論研究所（旧三橋貴明事務所）社長
- 1969年 - やましたたかひろ、漫画家
- 1969年 - 船堀斉晃、漫画家
- 1969年 - 鈴木香、柔道家
- 1969年 - 吉本亮、元プロ野球選手
- 1970年 - 奥貫薫、女優
- 1970年 - 天野義明、元野球選手
- 1970年 - 出羽の郷秀之、元大相撲力士
- 1971年 - 河合秀、元俳優
- 1971年 - 神尾米、元テニス選手
- 1971年 - 中村ルミ、元キックボクサー、プロボクサー、元SB日本女子フライ級女王
- 1972年 - 佐藤洋平、元サッカー選手、指導者
- 1972年 - きっこ、ヘアメイクアーティスト、ブロガー
- 1973年 - 狩俣倫太郎、琉球放送アナウンサー
- 1973年 - 角川慶子、ライター、元タレント
- 1973年 - 櫻井雄一、ミュージシャン（元ART-SCHOOL、LUNKHEAD）
- 1973年 - 納谷和玖、調教師、元騎手
- 1973年 - リッキー・レデイ、元プロ野球選手
- 1974年 - ジョー・ネイサン、元プロ野球選手
- 1974年 - ケニー・レイボーン、元プロ野球選手
- 1974年 - 竹清剛治、元プロ野球選手
- 1974年 - デヴィッド・ペルティエ、フィギュアスケート選手
- 1974年 - 河田純子、歌手
- 1974年 - 最上峰行、オーボエ奏者
- 1975年 - 奥田洋平、俳優
- 1975年 - aiko、歌手
- 1975年 - 田川寿美、演歌歌手
- 1975年 - 前澤友作、実業家
- 1976年 - 板倉光隆、俳優、声優
- 1976年 - 武内絵美、アナウンサー
- 1976年 - 佐藤智恵子、アナウンサー
- 1976年 - 廣瀬誠、柔道家
- 1976年 - 能村さくら、総合格闘家
- 1976年 - 橋本巧、元俳優
- 1976年 - トルステン・フリンクス、元サッカー選手
- 1977年 - 小谷忠典、映画監督
- 1977年 - 服部公太、元サッカー選手、指導者
- 1977年 - 市橋有里、陸上競技選手
- 1978年 - チン中村、ミュージシャン（銀杏BOYZ）
- 1978年 - 坂井有生、元アナウンサー
- 1979年 - 遠野なぎこ、女優（+ 2025年）
- 1979年 - 清水かおり、元AV女優
- 1979年 - 松本心平、騎手
- 1979年 - 佐藤ちあき、小説家
- 1980年 - 小笠原崇裕、プロマウンテンバイクライダー
- 1980年 - ヤロスラフ・リバコフ、陸上競技選手
- 1980年 - ジョニー・ゴームズ、元プロ野球選手
- 1981年 - 田中亮、元騎手、調教助手
- 1981年 - ソン・ヘギョ、女優
- 1982年 - 椎名法子、タレント
- 1982年 - 石川孝、ミュージシャン（元R.O.B）
- 1982年 - 天道清貴、歌手
- 1982年 - カレー沢薫、漫画家、コラムニスト
- 1982年 - 阿久津貴史、スポーツトレーナー、パワーリフティング選手
- 1983年 - 小田都弥可、歌手
- 1983年 - 関谷友美、お笑いタレント（ハナイチゴ、元コブラナッツ）
- 1983年 - 谷口明正、競輪選手
- 1983年 - 熊丸武志、野球選手
- 1983年 - 芦名星、女優（+ 2020年）
- 1984年 - 下園辰哉、元プロ野球選手
- 1984年 - ヨニ・ラソ、元プロ野球選手
- 1984年 - ヤスメイロ・ペティット、プロ野球選手
- 1984年 - 曳野康久、バスケットボール選手
- 1984年 - スカーレット・ヨハンソン、女優
- 1984年 - 六子、シンガーソングライター
- 1984年 - 川島壮雄、アナウンサー
- 1984年 - 後藤祐太、アナウンサー
- 1985年 - 大詩りえ、漫画家
- 1985年 - 岸田彩加、アナウンサー
- 1985年 - 沖口誠、体操選手
- 1985年 - 藤田幸希、プロゴルファー
- 1985年 - 北脇里規、元サッカー選手
- 1985年 - 金無英、元プロ野球選手
- 1985年 - 出羽鳳太一、元大相撲力士
- 1985年 - アダム・オッタビーノ、プロ野球選手
- 1985年 - アサモア・ギャン、サッカー選手
- 1986年 - koppy、タレント、漫画家
- 1986年 - 成田ゆうこ、パチンコライター、タレント
- 1986年 - 前畑静香、アナウンサー
- 1986年 - DaiGo、メンタリスト
- 1986年 - 白石あやの、元タレント
- 1986年 - オスカー・ピストリウス、パラリンピック陸上選手
- 1987年 - 中村時蔵 (6代目)、歌舞伎役者
- 1987年 - 松井由貴美、ファッションモデル
- 1987年 - アジアンビューティー、ものまねタレント、お笑い芸人
- 1987年 - 日向寺塁、プロレスラー
- 1987年 - 有村智恵、プロゴルファー
- 1987年 - 杉田愛友香、バスケットボール選手
- 1987年 - マルアン・フェライニ、サッカー選手
- 1988年 - 佐藤由加理、タレント、アイドル（元SDN48、元AKB48）
- 1988年 - 河上だいしろう、漫画家
- 1988年 - 清水ゆう子、タレント、元グラビアアイドル
- 1988年 - 加藤千尋、元バレーボール選手
- 1988年 - 池ノ内亮介、元プロ野球選手
- 1988年 - ドリュー・ポメランツ、プロ野球選手
- 1988年 - オースティン・ロマイン、プロ野球選手
- 1989年 - 木ノ本嶺浩、俳優
- 1989年 - 浅香夕海、柔道家
- 1989年 - 中田大智、元俳優（元関西ジャニーズJr.）
- 1989年 - エリオット・ヒルトン、フィギュアスケート選手
- 1989年 - クリス・スモーリング、サッカー選手
- 1990年 - 水野勝、タレント、俳優（BOYS AND MEN）
- 1990年 - 齋藤優里奈、フォトグラファー、元タレント
- 1990年 - 吉村兼庚、居合術家
- 1990年 - 野崎渚、プロレスラー
- 1990年 - 内田啓太、ラグビー選手
- 1990年 - ソ・ウングァン、アイドル、タレント、ミュージカル俳優（BTOB）
- 1990年 - チャン・ドンウ、アイドル（INFINITE）
- 1990年 - イ・ユビ、女優
- 1991年 - 清水佐紀、歌手（Berryz工房）
- 1991年 - 安宅小百合、ミュージカル俳優
- 1991年 - 平松美有紀、バレーボール選手
- 1991年 - 大木貴将、元プロ野球選手
- 1992年 - 高安奈緒子、気象予報士
- 1992年 - 笹和貴、俳優
- 1992年 - 杉原あやの、ファッションモデル
- 1992年 - 高安奈緒子、気象キャスター、気象予報士、防災士
- 1992年 - 田村友、元サッカー選手
- 1992年 - ermhoi、シンガーソングライター、トラックメイカー
- 1993年 - 成田凌、モデル、俳優
- 1993年 - キヒョン、アイドル（MONSTA X）
- 1994年 - 川島如恵留、アイドル（Travis Japan）
- 1994年 - 堀田実那、女優
- 1994年 - 金城成美、女優、童謡歌手、タレント、YouTuber
- 1994年 - 前根奏子、タレント、ダンサー
- 1994年 - 黒瀬翔生、アナウンサー
- 1994年 - 田中刑事、フィギュアスケート選手
- 1994年 - 前田悠斗、サッカー選手
- 1995年 - 奥真奈美、タレント、アイドル（元AKB48）
- 1995年 - 空陸海ゆきな、モデル、レースクイーン
- 1995年 - ストーン・ギャレット、プロ野球選手
- 1995年 - 上原美幸、陸上競技選手
- 1996年 - 八木拓海、俳優、モデル
- 1996年 - 藤波心、ファッションモデル、タレント、歌手
- 1996年 - ウジ、アイドル、作詞作曲家（SEVENTEEN）
- 1996年 - 佐藤佳奈、アナウンサー
- 1996年 - マディソン・ダヴェンポート、女優
- 1997年 - 前島亜美、声優、女優、タレント（元SUPER☆GiRLS）
- 1997年 - 遠藤渓太、サッカー選手
- 1997年 - 島原玖南、元バレーボール選手
- 1998年 - 岡咲美保、声優
- 1999年 - 石井美音奈、元アイドル（KissBee）
- 1999年 - 菅原美優、元キックボクサー、元Krush女子アトム級王者、元K-1 WORLD GP女子アトム級王者
- 2000年 - 谷晃生、サッカー選手
- 2000年 - 落合壱星、ボクシング選手
- 2000年 - 大村早和、バスケットボール選手
- 2001年 - 髙橋彩香、アイドル（元AKB48）
- 2001年 - チョンロ、アイドル（NCT）
- 2001年 - 中原美海、オートバイレーサー
- 2001年 - 石浦大雅、サッカー選手
- 2002年 - 島崎友莉亜、アイドル（アップアップガールズ（2））
- 2002年 - 雨宮由乙花、ファッションモデル
- 2003年 - 植村友結、女優（元Ciào Smiles）
- 2004年 - 泉綾乃、アイドル（NMB48）
- 2005年 - 下吉優衣、サッカー選手
- 2006年 - 山下結衣 、アイドル（元Lovely²）
- 2008年 - 山口莉愛、アイドル（Lucky²）
- 2008年 - 岩田奏、俳優
- 2011年 - 前田虎徹、俳優
- 生年不詳 - EHAMIC、シンガーソングライター、タレント、司書
- 生年不詳 - 青柳美保、フリーアナウンサー、料理研究家、実業家
- 生年不詳 - 桐島つばさ、漫画家
- 生年不詳 - 馬場康誌、漫画家
- 生年不詳 - 福田リンコ、漫画家
- 生年不詳 - 稲垣みいこ、原画家
- 生年不詳 - 天野真実、声優
- 生年不詳 - 梅里紗生、声優
- 生年不詳 - 大内茜、声優
- 生年不詳 - 金光宣明、声優
- 生年不詳 - 宜野座新、声優
- 生年不詳 - 田澤茉純、声優
- 生年不詳 - 手塚ひろみ、声優
- 生年不詳 - 蓮田美紀[11]、声優
- 生年不詳 - 皆川純子、声優

### 人物以外（動物など）
- 2020年 - 楓浜、ジャイアントパンダ

## 忌日

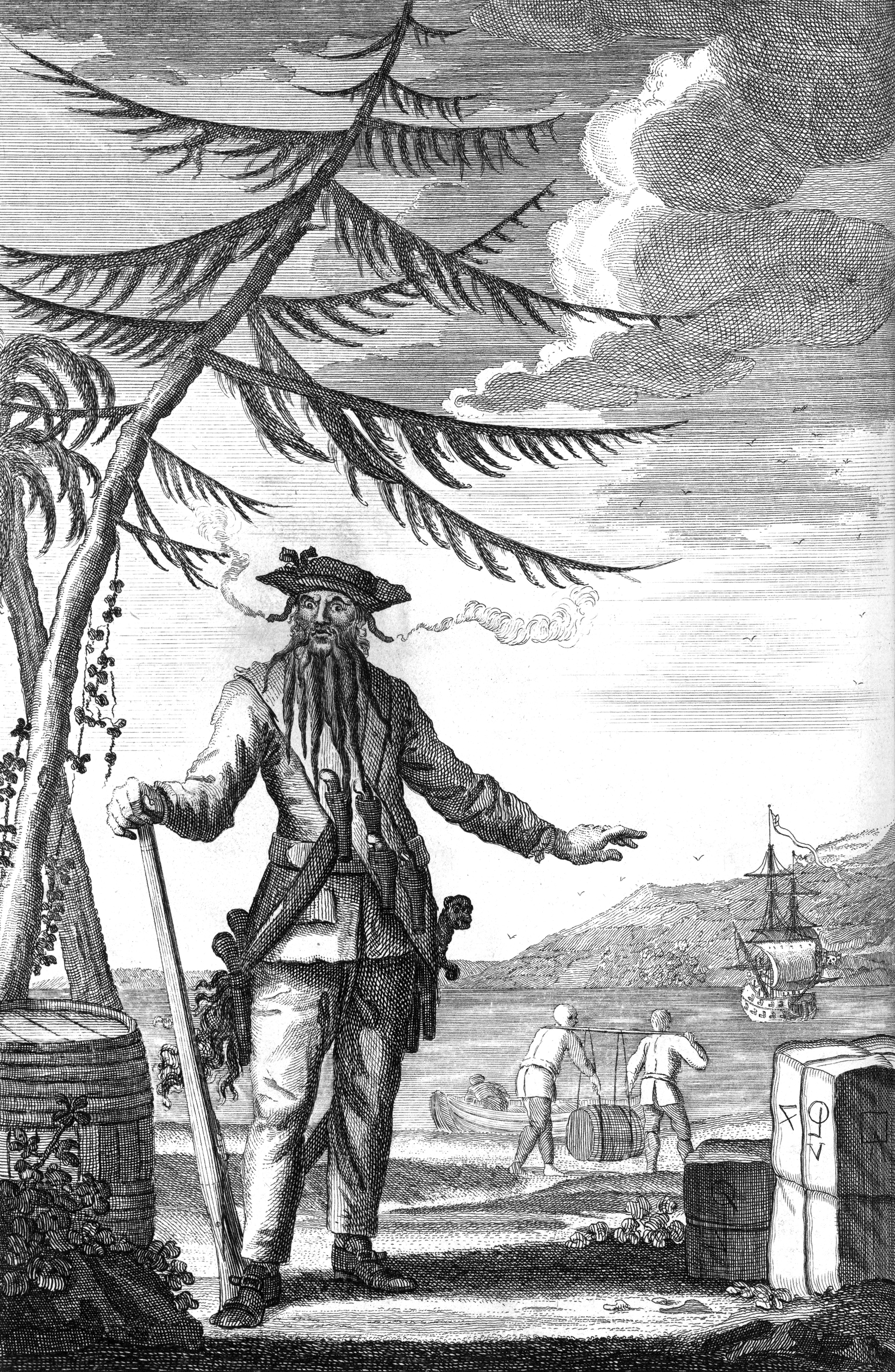
海賊黒髭（エドワード・ティーチ、1680頃-1718)戦死。英国出身で、カリブ海と北アメリカの東海岸周辺で活動した。

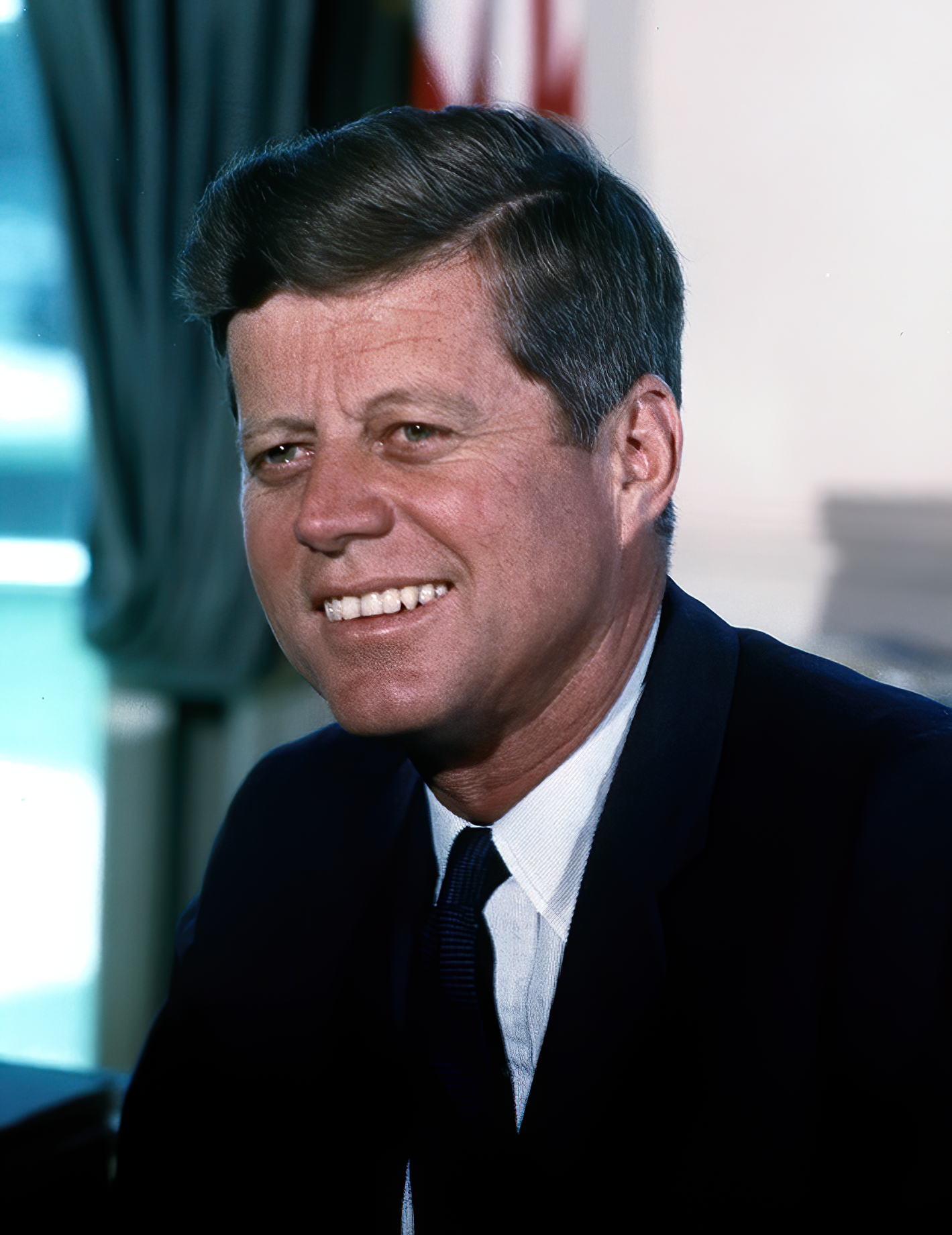
アメリカ合衆国第35代大統領ジョン・F・ケネディ(1917-1963)、暗殺される。

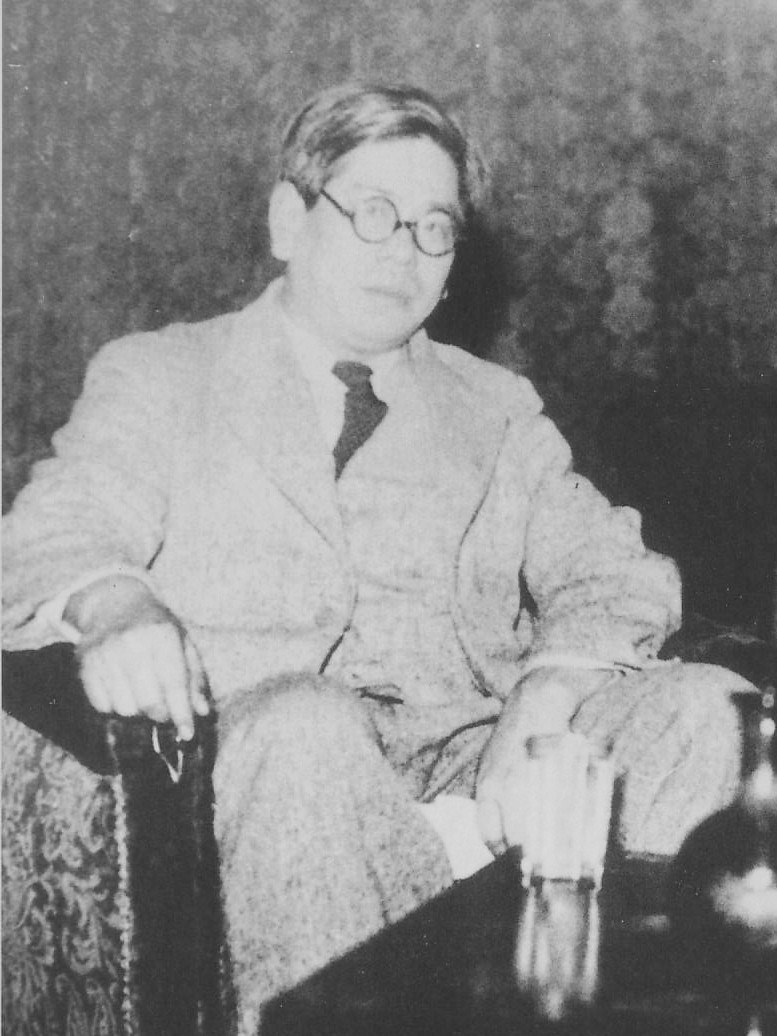
ジャーナリスト大宅壮一(1900-1970)没。「一億総白痴化」「駅弁大学」「口コミ」「太陽族」など様々な流行語を生み出した。

- 1318年 - ミハイル・ヤロスラヴィチ、ウラジーミル大公（* 1271年）
- 1599年（慶長4年10月5日）- 南部信直、陸奥国の戦国大名（* 1546年）
- 1617年 - アフメト1世、第14代オスマン帝国スルタン（* 1590年）
- 1710年 - ベルナルド・パスクィーニ、作曲家（* 1637年）
- 1718年 - 黒髭（エドワード・ティーチ）、カリブ海の海賊（* 1680年頃）
- 1774年 - ロバート・クライブ、イギリスの将軍（* 1725年）
- 1783年 - ジョン・ハンソン、連合会議議長（* 1715年）
- 1813年 - ヨハン・クリスティアン・ライル（英語版）、医師、生理学者、解剖学者、精神科医、島皮質報告者（* 1759年）
- 1850年（道光30年10月19日）- 林則徐、清の欽差大臣（* 1785年）
- 1875年 - ヘンリー・ウィルソン、政治家、第18代アメリカ合衆国副大統領（* 1812年）
- 1880年 - ジェームズ・クレイグ・ワトソン、天文学者（* 1838年）
- 1896年 - ジョージ・ワシントン・ゲイル・フェリス・ジュニア、土木技師（* 1859年）
- 1900年 - アーサー・サリヴァン、作曲家（* 1842年）
- 1907年 - アサフ・ホール、天文学者（* 1829年）
- 1913年 - 徳川慶喜、江戸幕府第15代将軍（* 1837年）
- 1916年 - ジャック・ロンドン、小説家（* 1876年）
- 1917年 - 3代目桂萬光、落語家（* 1873年）
- 1922年 - エルヴィン・クニッピング、航海士、技師（* 1844年）
- 1928年 - 初代桂枝雀、落語家（* 1867年）
- 1929年 - 岸上鎌吉、動物学者、水産学者（* 1867年）
- 1937年 - フィリップ・ド・ラースロー、画家（* 1869年）
- 1938年 - 秦佐八郎、細菌学者（* 1873年）
- 1941年 - ヴェルナー・メルダース、ドイツ空軍のエース・パイロット（* 1913年）
- 1944年 - グレープ・コテルニコフ、発明家（* 1872年）
- 1944年 - アーサー・エディントン、天文学者（* 1882年）
- 1945年 - ハンス・ヴィンクラー、植物学者（* 1877年）
- 1954年 - アンドレイ・ヴィシンスキー、法律家、外交官（* 1883年）
- 1955年 - ギィ・ロパルツ、作曲家（* 1864年）
- 1959年 - モーラ・マロリー、テニス選手（* 1884年）
- 1960年 - ニュウトン・メンドンサ、ピアニスト、作曲家（* 1927年）
- 1962年 - ルネ・コティ、政治家、フランス大統領（* 1882年）
- 1963年 - C・S・ルイス、作家（* 1893年）
- 1963年 - オルダス・ハクスリー、作家（* 1894年）
- 1963年 - ジョン・F・ケネディ、政治家、第35代アメリカ合衆国大統領（* 1917年）
- 1966年 - 松本治一郎、政治家、実業家（* 1887年）
- 1967年 - エドヴィン・カルステニウス、作曲家（* 1881年）
- 1970年 - ジョージ・イングル・フィンチ、登山家、化学者（* 1888年）
- 1970年 - 大宅壮一、ジャーナリスト、作家（* 1900年）
- 1972年 - 岡田紅陽、写真家（* 1895年）
- 1973年 - 草野一郎平、政治家（* 1906年）
- 1974年 - ジェラルド・クレメンス、天文学者（* 1908年）
- 1980年 - メイ・ウエスト、女優（* 1893年）
- 1980年 - 塩見俊二 、政治家、第12代自治大臣、第49代厚生大臣（* 1907年）
- 1981年 - ハンス・クレブス、化学者（* 1900年）
- 1981年 - 平野愛子、歌手（* 1919年）
- 1982年 - ジーン・バテン、パイロット（* 1909年）
- 1983年 - レナード・ウィバーリー、小説家（* 1915年）
- 1983年 - 友井唯起子、バレリーナ、法村友井バレエ団創立者（* 1918年）
- 1983年 - 津田信、小説家（* 1925年）
- 1985年 - 羽藤栄市、政治家、今治市長（* 1903年）
- 1987年 - 前田陽一、フランス文学者、比較文学・哲学研究者（* 1911年）
- 1988年 - レイモンド・ダート、人類学者（* 1893年）
- 1988年 - ルイス・バラガン、建築家（* 1902年）
- 1988年 - ジャネット・エーテル、歌手（* 1913年）
- 1988年 - ポール・ヴァリオ、マフィア組織ルッケーゼ一家の幹部（* 1914年）
- 1989年 - 丸山誠治、映画監督（* 1912年）
- 1991年 - 今井正、映画監督（* 1912年）
- 1991年 - 麻生実男、元プロ野球選手（* 1937年）
- 1992年 - スターリング・ホロウェイ、俳優、声優（* 1905年）
- 1992年 - 天池真佐雄、音楽家、作曲家、ピアニスト（* 1910年）
- 1993年 - 野田真吉、ドキュメンタリー映画監督・評論家、詩人（* 1916年）
- 1993年 - アンソニー・バージェス、小説家（* 1917年）
- 1993年 - タチアナ・ニコラーエワ、ピアニスト、音楽教師（* 1924年）
- 1993年 - 森安秀光、将棋棋士（* 1949年）
- 1995年 - 立石孝雄、経営者、立石電機（現オムロン）社長（* 1932年）
- 1997年 - マイケル・ハッチェンス、歌手（* 1960年）
- 1998年 - ハリー・レーマン、物理学者（* 1924年）
- 1998年 - 伊賀弘三良、実業家、編集者、元祥伝社社長（* 1928年）
- 1999年 - 鍋島元子、チェンバロ奏者（* 1936年）
- 2000年 - エミール・ザトペック、陸上競技選手（* 1922年）
- 2000年 - クリスチャン・マルカン、俳優、映画監督（* 1927年）
- 2001年 - 中内力、政治家、高知県知事（* 1912年）
- 2001年 - ノーマン・グランツ、ジャズプロデューサー（* 1918年）
- 2001年 - 真島一男、官僚、政治家（* 1932年）
- 2002年 - ベアトリス・デ・ボルボン・イ・バッテンベルグ、スペイン王女（* 1909年）
- 2002年 - サンダー杉山、プロレスラー（* 1940年）
- 2003年 - 西宮弘、元社会党衆議院議員、元宮城県副知事（* 1906年）
- 2004年 - TOKONA-X、ラッパー（* 1978年）
- 2005年 - 本山英世、実業家、元キリンビール（現キリンホールディングス）社長・会長（* 1925年）
- 2005年 - 津室隆夫、実業家、元大林組社長（* 1929年）
- 2005年 - 川畑聡一郎、漫画家（* 1975年）
- 2006年 - パット・ドブソン 、プロ野球選手（* 1942年）
- 2007年 - 江藤隆美 、政治家（* 1925年）
- 2007年 - 伊藤礼太郎、彫刻家（* 1925年）
- 2007年 - モーリス・ベジャール、バレエ振付師（* 1927年）
- 2008年 - 江口英一、財政学者、中央大学名誉教授（* 1918年）
- 2008年 - イブラヒム・ナシル、政治家、モルディブ大統領（* 1926年）
- 2008年 - 平野雅章、食物史家（* 1931年）
- 2008年 - 松下砂稚子、女優（* 1934年）
- 2008年 - MCブリード、ヒップホップMC（* 1971年）
- 2009年- フアン・カルロス・ムニョス、サッカー選手（* 1919年）
- 2009年 - 千原しのぶ、女優（* 1931年）
- 2010年 - エレノア・コア、児童文学者、絵本作家（* 1922年)
- 2010年 - 深町純、作曲家、編曲家、シンセサイザー奏者（* 1946年)
- 2010年 - バイソン・スミス、プロレスラー（* 1973年)
- 2011年 - エリザベート・ド・リュクサンブール、ルクセンブルク大公国王女（* 1922年）
- 2011年 - 山内宏、銀行家、元北海道拓殖銀行頭取（* 1927年)
- 2011年 - ダニエル・ミッテラン、人権活動家、フランソワ・ミッテラン・フランス第五共和政第4代大統領夫人（* 1924年）
- 2011年 - スヴェトラーナ・アリルーエワ、翻訳家、文献学者、作家（* 1926年）
- 2011年 - ポール・モチアン、ジャズ・ドラマー、パーカッショニスト、作曲家（* 1931年）
- 2011年 - リン・マーギュリス、生物学者（* 1938年）
- 2011年 - ルネ・ヴァン・ダール・ワタナベ、占星術師（* 1942年）
- 2011年 - バイソン・スミス、プロレスラー（* 1973年）
- 2012年 - 丁光訓、宗教家、中国基督教協会名誉会長（* 1915年）
- 2012年 - 中村玄也、俳優、スタントマン（* 1989年）
- 2014年 - 田中森一、検察官、弁護士（* 1943年）
- 2015年 - 金泳三 、政治家、第14代韓国大統領（* 1927年）
- 2015年 - フジモトマサル、漫画家、イラストレーター（* 1968年）
- 2016年 - 田口正幸、実業家、元ダイドーリミテッド社長（* 1957年）
- 2017年 - ディミトリー・ホロストフスキー、バリトンオペラ歌手、声楽家（* 1962年）
- 2018年 - ウィリー・ナオルス、バスケットボール選手（* 1934年）
- 2018年 - 荒川洋二、検察官、弁護士、元大阪高等検察庁検事長（* 1935年）
- 2018年 - ヨシトミヤスオ、漫画家、京都精華大学名誉教授（* 1938年）
- 2019年 - ジャン・ドゥーシェ、映画評論家、映画監督、俳優（* 1929年）
- 2020年 - 野崎正平、実業家、一正蒲鉾創業者（* 1931年）
- 2020年 - 堀江湛、政治学者、慶應義塾大学名誉教授、尚美学園大学元学長（* 1931年）
- 2020年 - シディ・モハメド・ウルド・シェイク・アブダライ、政治家、第3代モーリタニア大統領（* 1938年）
- 2020年 - 松原敬生、アナウンサー、歌手（* 1944年）
- 2021年 - 永野裕貞、政治家、元長野県上田市長（* 1922年）
- 2021年 - 坂井弘一、政治家（* 1929年）
- 2021年 - 榎本勝起、アナウンサー（* 1929年）
- 2021年 - 國保徳丸、実業家、元テレビ愛知社長、日本経済新聞社社友（* 1932年）
- 2021年 - 馬淵良、飛込競技選手（* 1933年）
- 2021年 - ムロタニツネ象、漫画家（* 1934年）
- 2021年 - 喜多條忠、作詞家、小説家（* 1947年）
- 2021年 - 笹本稜平、小説家（* 1951年）
- 2021年 - ダグ・ジョーンズ、元プロ野球選手（* 1957年）
- 2022年 - はたのぼる、漫談家（* 1927年）
- 2022年 - 山田奈々子、ダンサー（* 1932年）
- 2022年 - ジョン・Y・ブラウン・ジュニア、実業家、政治家、ケンタッキー州知事（* 1933年）
- 2022年 - 班目春樹、工学者、東京大学名誉教授、第8代内閣府原子力安全委員会委員長（* 1948年）
- 2023年 - エマニュエル・ル・ロワ・ラデュリ、歴史家（* 1929年）
- 2023年 - ジーン・ナイト、R&B、ソウル歌手（* 1943年）
- 2023年 - フランソワ・ミュジー、録音技師（* 1955年）
- 2024年 - ヘルムート・アプト、天体物理学者、キットピーク国立天文台名誉天文学者（* 1925年）
- 2024年 - 見上和由、政治家、元神奈川県綾瀬市長（* 1930年）
- 2024年 - 風間八左衛門、実業家、元ツムラ社長（* 1933年）
- 2024年 - 新村鋭男、実業家、元山一情報システム社長、元モリタ社長（* 1936年）

## 記念日・年中行事
- 小雪（ 日本、2009年・2010年・2012年）
二十四節気の1つ。太陽の黄経が240度の時で、わずかながら雪が降り始
- 鎮魂祭 ( 日本、宮中及び石上神宮)
天皇の魂を鎮める宮中祭祀「鎮魂祭」は、石上神宮に祀られる宇摩志麻治命が十種の神宝を使って神武天皇と皇后の長寿を祈ったのが起源といわれ、石上神宮でも宮中と同じ新嘗祭の前日に執り行われる[12]。石上神社では毎年仲冬11月の中の寅日に行われていたが、1868年以降は11月22日に行われている[13]。
- いい夫婦の日（ 日本）
11月22日の「1122」が「いい夫婦」と読め、また11月がゆとり創造月間であることから、余暇開発センター（現 日本生産性本部余暇創研）が1988年に制定。
- ボタンの日（ 日本）
日本釦協会・全国ボタン工業連合会等が1987年に制定。1870年のこの日、国産のボタンが海軍の制服に採用されたことを記念[14]。
- 回転寿司記念日 ( 日本)
回転寿司の仕組みを考案した白石義明の誕生日(1913年11月22日)にちなんで、回転寿司チェーンの元禄産業株式会社が記念日に制定。
- 大工さんの日（ 日本）
日本建築大工技能士会が1999年に制定。11月が技能尊重月間であること、「十一」を組み合わせると「士」となり「建築士」にふさわしいこと、22日は大工の神様とされる聖徳太子の命日（旧暦2月22日）であることなどから。
- 和歌山県ふるさと誕生日（ 日本 和歌山県）
明治4年（1871年）旧暦11月22日に和歌山県の現在の県域が定まったことに由来。和歌山県が1989年に「ふるさと誕生日条例」により制定。
- 長野県りんごの日（ 日本 長野県）
長野県産のりんごをアピールしようと、全国農業協同組合連合会長野県本部が制定。日付は、長野県産りんごの代表的な銘柄「ふじ」が最盛期を迎えることと、11と22を「いいふじ」と読む語呂合わせから[15]。
- ペットたちに感謝する日 (Thanks Pets Day)（ 日本）
人と動物の正しい関係について考え、豊かな生活の伴侶となるペットへの感謝の気持ちを示す。ピーツーアンドアソシエイツ株式会社が制定[16]。日付が犬の鳴き声の「ワンワン」、猫の鳴き声の「ニャンニャン」との語呂合わせが由来となっており、その語呂合わせのまま「わんわんにゃんにゃんの日」と呼ばれることもある[17]。
- 試し書きの日 ( 日本)
文房具店の試し書きに書かれていた言葉で作られた楽曲I 御中〜文房具屋さんにあった試し書きだけで歌をつくってみました。〜のリリース日として、日本記念日協会に申請され認定
- 独立記念日（ レバノン）
1943年のこの日にレバノンがフランスから独立したことを記念。